# Emirlendris Benítez
Emirlendris Carolina Benítez Rosales (Municipio Iribarren, Estado Lara, Venezuela, 26 de enero de 1981) es una comerciante venezolana. En 2018, Benítez fue detenida estando embarazada y acusada de participar en el atentado contra Nicolás Maduro. Durante su detención, ha sido sometida a tortura hasta el punto de sufrir un aborto espontáneo, y su detención preventiva excedió el máximo de los tres años establecidos por la ley venezolana.
La organización no gubernamental Foro Penal la ha calificado como una prisionera política, y en 2022 el Grupo de Trabajo sobre Detención Arbitraria de las Naciones Unidas (ONU) pidió su libertad inmediata, habiendo concluido que su detención es arbitraria.

## Detención
El 5 de agosto de 2018, Benítez acompañaba a su esposo en un servicio de taxi que realizaba, junto con su perrita Azabache, y fue detenida por un control policial en el estado Portuguesa, teniendo cuatro meses de embarazo. Después de que le pidieran documentos y de que los entregara, ambos fueron arrestados sin explicaciones y trasladados a Caracas. Durante el traslado, los funcionarios policiales lanzaron a Azabache por la ventana del vehículo, para «evitar que se ensuciara el vehículo policial». Benítez  fue acusada de participar en el atentado contra Nicolás Maduro el día anterior, y se le han imputado los cargos de homicidio calificado frustrado, terrorismo y traición a la patria. Fue recluida por un año en la sede de la Dirección General de Contrainteligencia Militar (DGCIM) en Boleíta, estado Miranda, y posteriormente trasladada al Instituto Nacional de Orientación Femenina (INOF), en Los Teques. Durante su encarcelación, Emirlendris ha sido víctimas de torturas, tratos crueles y degradantes, hasta el punto de sufrir un aborto espontáneo. Al sufrir el aborto, fue trasladada sedada al Hospital Militar de Caracas, donde fue sometida a un curetaje.
Durante su detención, la salud de Benítez ha empeorado. Para diciembre de 2021 había presentado fiebre, aunque el juez ha negado que fuese trasladada para recibir atención médica. Al sufrir de una hernia en la columna y de una infiltración de biopolímeros en sus glúteos, usa silla de ruedas por el dolor intenso que tiene. Benítez ha sido objeto de burlas y de humillaciones por parte de las autoridades de la prisión, quienes incluso la han obligado a caminar. Su juicio ha presentado diferimientos y varios obstáculos.
Para 2022, la organización no gubernamental Foro Penal había identificado a Emirlendris entre 91 presos políticos en el país que permanecían detenidos en Venezuela bajo la figura de la prisión preventiva por más de tres años. El artículo 231 de la reforma del Código Orgánico Procesal Penal de Venezuela establece que las personas en prisión preventiva deben ser liberadas y juzgadas en libertad cuando se transcurre el tiempo máximo de tres años.
El 1 de febrero de 2022, el Grupo de Trabajo sobre Detención Arbitraria de las Naciones Unidas (ONU) pidió la libertad inmediata de Benítez. Concluyó que su detención fue arbitraria, que Benítez fue detenida sin una orden de arresto, que no le hicieron conocer los motivos de su detención y que la mantuvieron incomunicada. El grupo también le pidió al gobierno venezolano «concederle el derecho efectivo a obtener una indemnización y otros tipos de reparación, de acuerdo al derecho internacional».

## Vida personal
Emirlendris tiene dos hijos. La hija mayor vive fuera del país, habiendo emigrado antes de la detención de su madre, mientras que el hijo menor vive con su padre, quien se ha encargado de cuidarlo durante la detención de su mamá. La pareja tenía una mascota, una perrita llamada Azabache; durante su detención y traslado, los funcionarios policiales lanzaron a Azabache por la ventana del vehículo.